# Club Deportiu Terrassa
El Club Deportiu Terrassa (CD Terrassa) és un dels clubs esportius històrics de la ciutat de Terrassa, destacant en la pràctica de l'hoquei sobre herba. L'any 2010 el club esportiu celebra el seu centenari 1910-2010
L'any 1910 un grup de joves de l'Ateneu Calassanç crearen el primer club d'hoquei a Catalunya i a Espanya amb el nom Lawn Hoquei Club Calassanç. El 2 de juny de 1912 juga el primer partit enfront de l'Espanyol de Barcelona. El 1915 el Calassanç s'uneix al Terrassa FC, adoptant aquest darrer nom i vinculat durant uns quants anys a aquest club. El 1919 passa a denominar-se Terrassa Hoquei Club. Al anys vint competeix com a Terrassa FC. Passada la Guerra Civil adoptà l'actual nom.
El 1926 es guanya el primer Campionat de Catalunya, el 1933 el primer Campionat d'Espanya, encetant una llarga llista d'èxits.
L'Ajuntament de Terrassa li va cedir uns terrenys, la primera pedra dels quals es va posar el 1961, quan se celebrava el cinquantanari del club. El 1970 el club adquireix uns terrenys a Les Pedritxes, a Matadepera, inaugurant les instal·lacions el 10 de juny de 1973 amb terrenys de joc per a hoquei, tennis, frontó, entre altres esports.
El 2011 va rebre la Creu de Sant Jordi.

## Equips filials
- A.D. Rimas[6]
- Club Terrassa 1910[7]

## Palmarès
Equip masculí
- 1 Lliga espanyola d'hoquei herba masculina: 1975-76
- 12 Copa espanyola d'hoquei herba masculina: 1932-33, 1942-43, 1944-45, 1945-46, 1947-48, 1948-49, 1949-50, 1950-51, 1954-55, 1965-66, 1966-67, 1974-75
- 18 Campionat de Catalunya d'hoquei herba masculina: 1926, 1930, 1933, 1941, 1942, 1943, 1944, 1945, 1946, 1947, 1948, 1949, 1950, 1952, 1953, 1956, 1959, 1992
- 5 Campionat d'Espanya d'hoquei sala masculina: 1972-73, 1960-61, 1964-65, 1965-66, 1994-95

Equip femení
- 5 Lliga espanyola d'hoquei herba femenina: 1999-00, 2000-01, 2001-02, 2004-05, 2007-08
- 5 Copa espanyola d'hoquei herba femenina: 1990-91, 1997-98, 1999-00, 2000-01, 2006-07
- 26 Campionat de Catalunya d'hoquei herba femenina: 1957-58, 1958-59, 1959-60, 1960-61, 1961-62, 1963-64, 1964-65, 1965-66, 1967-68, 1976-77, 1982-83, 1983-84, 1984-85, 1991-92, 1996-97, 1997-98, 1998-99, 1999-00, 2000-01, 2001-02, 2004-05, 2007-08, 2009-10, 2012-13, 2016-17
- 2 Campionat d'Espanya d'hoquei sala femenina: 1964-65, 1965-66